# Клуб покупателей
Клуб покупателей, клуб покупателей лекарств (англ. Buyers club) — сообщество (организация или сайт), специализирующееся на продаже лекарств.
Такие клубы созданы для продажи тех средств, которые пациент не может найти в аптеках, или же аналоги которых можно приобрести за меньшую цену.
Чаще всего в такого рода клубы объединяются люди, больные ВИЧ или вирусным гепатитом.
Название происходит от знаменитого «Далласского клуба покупателей» Рона Вудруфа.

## Сообщества массовых покупок
Во многих частях Соединенных Штатов, Канады и Европы семьи и отдельные лица объединяют свою покупательную способность, чтобы покупать товары, как правило, продукты питания оптом, в объеме, который обеспечивает скидку от продавца. Продавец экономит, имея только один заказ на покупку и, возможно, меньше упаковки и доставки. Покупатели получают выгоду от более низкой стоимости единицы продукции, а также от возросшего чувства общности и обмена. Продавцы оптовых продуктов питания часто предоставляют инструменты, чтобы их клиенты могли создавать клубы покупателей сообщества.
Тенденция к созданию клубов покупателей или местных кооперативов ускорилась, начиная с 1970-х годов. Однако эти группы органичны по структуре, управляются на местном уровне и могут возникать и исчезать без особой огласки, поэтому нет точных данных о том, сколько клубов покупателей такого рода существует или существовало.